# Спаваћа соба
Спаваћа соба је просторија у кући, стану или другом облику становања где људи спавају. Спаваћа соба је лични простор, који је апсолутно потребан свакој особи. У разним културама постоје и различите намене спаваћих соба. Супружници обично спавају у заједничком (брачном) кревету, а уколико имају мало дете, оно спава у кревецу у истој спаваћој соби где и они. Када дете одрасте, добија засебну спаваћу собу.
Поред кревета, у спаваћој соби се може и наћи ноћни ормар који садржи фиоке и на коме се обично налази стона лампа. Неретко људи у спаваћу собу постављају ормаре у којима одлажу одећу и друге личне ствари. Наравно то није једино што се може наћи у спаваћим собама, све зависи од корисника и тога шта он жели да поседује у соби.

## Историја
У већим викторијанским кућама било је уобичајено да се из спаваће собе може приступити будоару за даму и гардероби за господина. У неким кућама постоје спаваће собе у поткровљу; пошто су од спољашњег ваздуха одвојени само кровом, зими су обично хладне, а лети могу бити превруће. Нагиб рогова који подржавају коси кров такође их чини незгодним. У кућама у којима су живеле слуге често су користиле спаваће собе у поткровљу.
У 14. веку нижи слој је спавао на душецима који су били пуњени сеном и сламком од метле. Током 16. века душеци пуњени перјем почели су да добијају популарност код оних који су могли да их приуште. Обичан човек је добро прошао ако је могао да купи душек после седам година брака. У 18. веку памук и вуна су почели да постају све чешћи. Први душек са спиралном опругом је измишљен тек 1871. године Најчешћи и најчешће купљени душек је душек са унутрашњим опругама, иако је доступан широк избор алтернативних материјала укључујући пену, латекс, вуну, па чак и свилу. Разноликост избора чврстоће варира од релативно меког до прилично чврстог душека. Спаваћа соба може имати кревете на спрат ако две или више људи деле собу. Нокшир који се држао испод кревета или у ноћном ормарићу био је уобичајен у периоду пре модерног кућног водовода и купатила у становима.

## Намештај
Намештај и други предмети у спаваћим собама се веома разликују, у зависности од укуса, локалне традиције и социоекономског статуса појединца. На пример, примарна спаваћа соба  (главна спаваћа соба) (која се на Филипинима назива и „главна спаваћа соба“ ) може да садржи кревет одређене величине (двоструки, величине краља или краљице); једна или више комода (или можда ормар ); ноћни ормарић ; један или више ормара ; и тепих. Уградни плакари су мање уобичајени у Европи него у Северној Америци; стога постоји већа употреба самостојећих ормара или ормара у Европи.
Спаваћа соба појединца је одраз његове личности, као и друштвене класе и социоекономског статуса, и јединствена је за сваку особу. Међутим, постоје одређени предмети који су уобичајени у већини спаваћих соба. Душеци обично имају кревет који подиже душек од пода, а кревет често представља неки украс. Постоји много различитих врста душека.
Популарни су и ноћни штандови. Користе се за стављање разних предмета, као што су будилник или мала лампа. У временима пре него што су купатила постојала у становима, спаваће собе су често садржале умиваоник за послове личне хигијене. Током 2010-их, поседовање телевизора у спаваћој соби такође је прилично уобичајено. 43% америчке деце узраста од 3 до 4 године има телевизор у спаваћим собама. Поред телевизора, многе спаваће собе такође имају компјутере, конзоле за видео игре и радни сто. Крајем 20. века и почетком 21. века спаваћа соба је постала више друштвено окружење и људи  почели да проводе много више времена у својим спаваћим собама него у прошлости.
Постељина која се користи у северној Европи (нарочито у Скандинавији ) значајно се разликује од оне која се користи у Северној Америци и другим деловима Европе. У Јапану су футони уобичајени.
Поред кревета (или, ако га деле двоје или више деце, кревета на спрат), дечија спаваћа соба може да садржи мали орман или комоде, кутију за играчке или конзолу за компјутерске игре, полицу за књиге или друге предмете.

## Модерне спаваће собе
Многе куће у Северној Америци имају најмање две спаваће собе - обично примарну спаваћу собу и једну или више спаваћих соба за децу или госте.
У неким јурисдикцијама постоје основне карактеристике (као што су ормар и „излаз“) које соба мора имати да би се правно квалификовала као спаваћа соба. У многим државама, као што је Аљаска, спаваће собе не морају да имају плакаре и уместо тога морају испуњавати захтеве минималне величине.
Ормар по дефиницији је мали простор који се користи за складиштење ствари. У спаваћој соби, ормар се најчешће користи за одећу и друге мале личне ствари које неко може имати. Уходни ормари су данас популарнији и разликују се по величини. Међутим, у прошлости су ормари били најистакнутији. Ормар је висок правоугаони ормар у који се одећа може чувати или окачити. Одећа се такође чува у комоди. Обично се лепша одећа држи у орману јер се може окачити док се одећа за слободно време и доњи веш чувају у комоди.
У зградама са више самосталних стамбених јединица (нпр. станови), број спаваћих соба увелико варира. Иако многе такве јединице имају најмање једну спаваћу собу - често ове јединице имају најмање две - неке од ових јединица можда немају посебну просторију намењену за употребу као спаваћа соба. (Ове јединице могу бити познате под различитим именима, укључујући студио, ефикасност, креветић и друге.)
Понекад је примарна спаваћа соба повезана са наменским купатилом, које се често назива купатилом.